# Steinkreis des Kleinen Sankt Bernhard

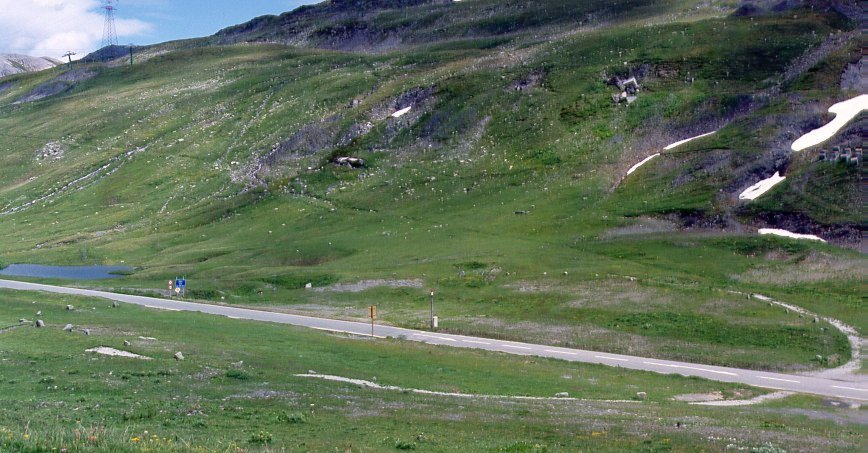
Der Steinkreis und die alte Passstrasse vor 2015

Der Steinkreis des Kleinen Sankt Bernhard (italienisch Cromlech del Piccolo San Bernardo) ist ein urgeschichtliches megalithisches Monument auf der Passhöhe des Kleinen Sankt Bernhard (2188 Meter über Meer) und auf der Grenze zwischen Frankreich und Italien.
Die Anlage liegt im Gebiet der italienischen Gemeinde La Thuile und der französischen Gemeinde Séez. Die Landesgrenze verläuft mitten durch das Bodendenkmal.
Das Monument ist in einer nicht näher bestimmbaren Epoche der Urgeschichte errichtet worden. Der römische Schriftsteller Titus Petronius erwähnt ein Heiligtum auf dem Pass, der in antiker Zeit Alpis Graia hieß.

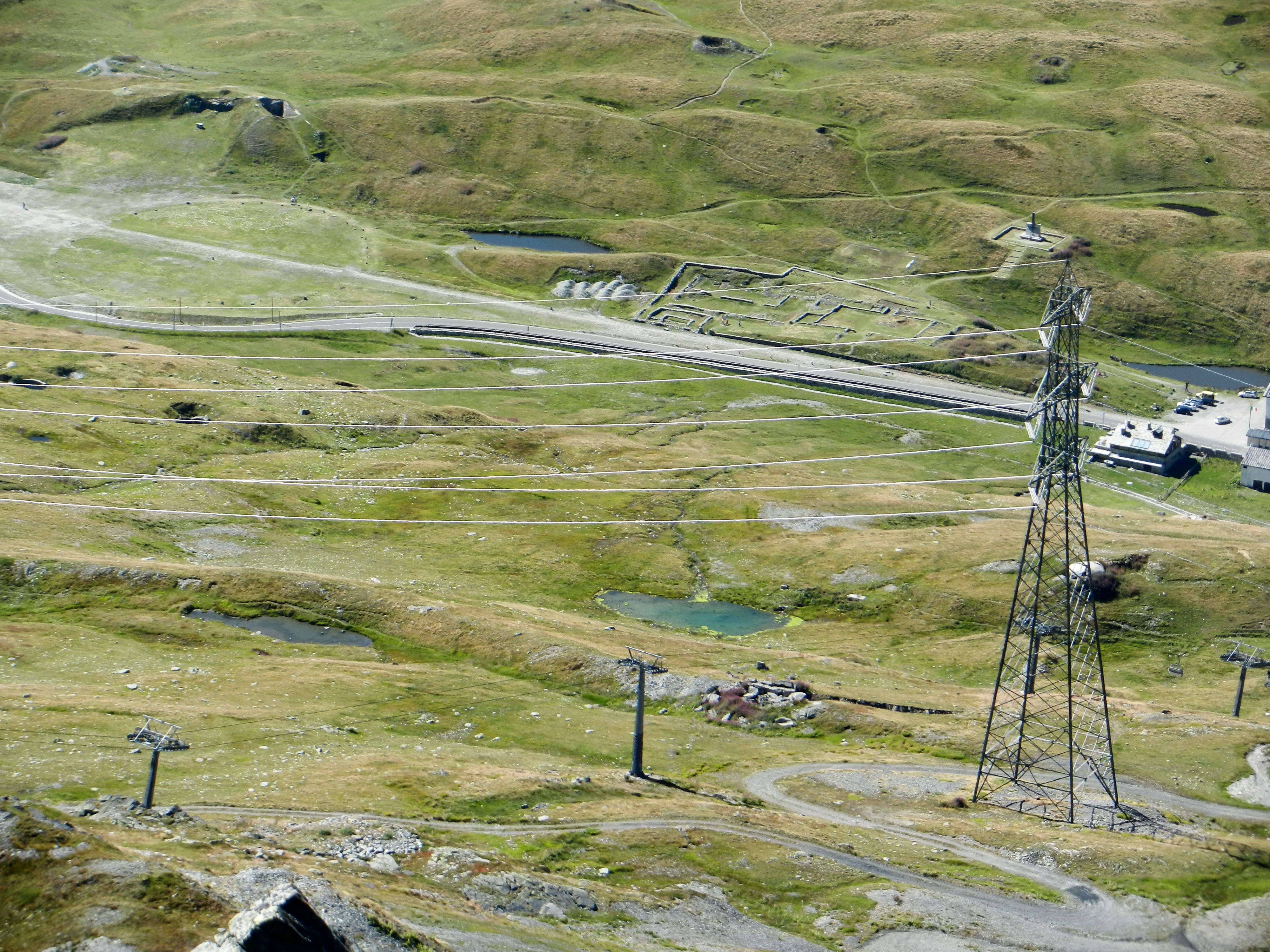
Der Steinkreis links, neue Passstrasse außerhalb des Kreises, rechts davon Ruinen der antiken Gebäude auf dem Pass

Vom Steinkreis (Cromlech) sind heute noch 46 Steine vorhanden. Sie stehen in unregelmäßigen Abständen zwischen zwei und vier Metern voneinander und bilden ein kreisförmiges Ensemble mit einem Durchmesser von etwa 80 Meter. Während die antike Straße neben der Kultanlage vorbeiführte, wurde beim Bau der modernen Passstraße mitten durch die historische Stätte im Jahr 1862 ein Teil des Rings beschädigt und möglicherweise das zentrale Bauwerk zerstört. Einige Steine des Kreises waren wohl schon früher entfernt worden.
2012 bis 2015 wurde die Passstraße verlegt und in einer engen Kurve um den Steinkreis herumgeführt. Die Bauarbeiten wurden von archäologischen Untersuchungen begleitet.

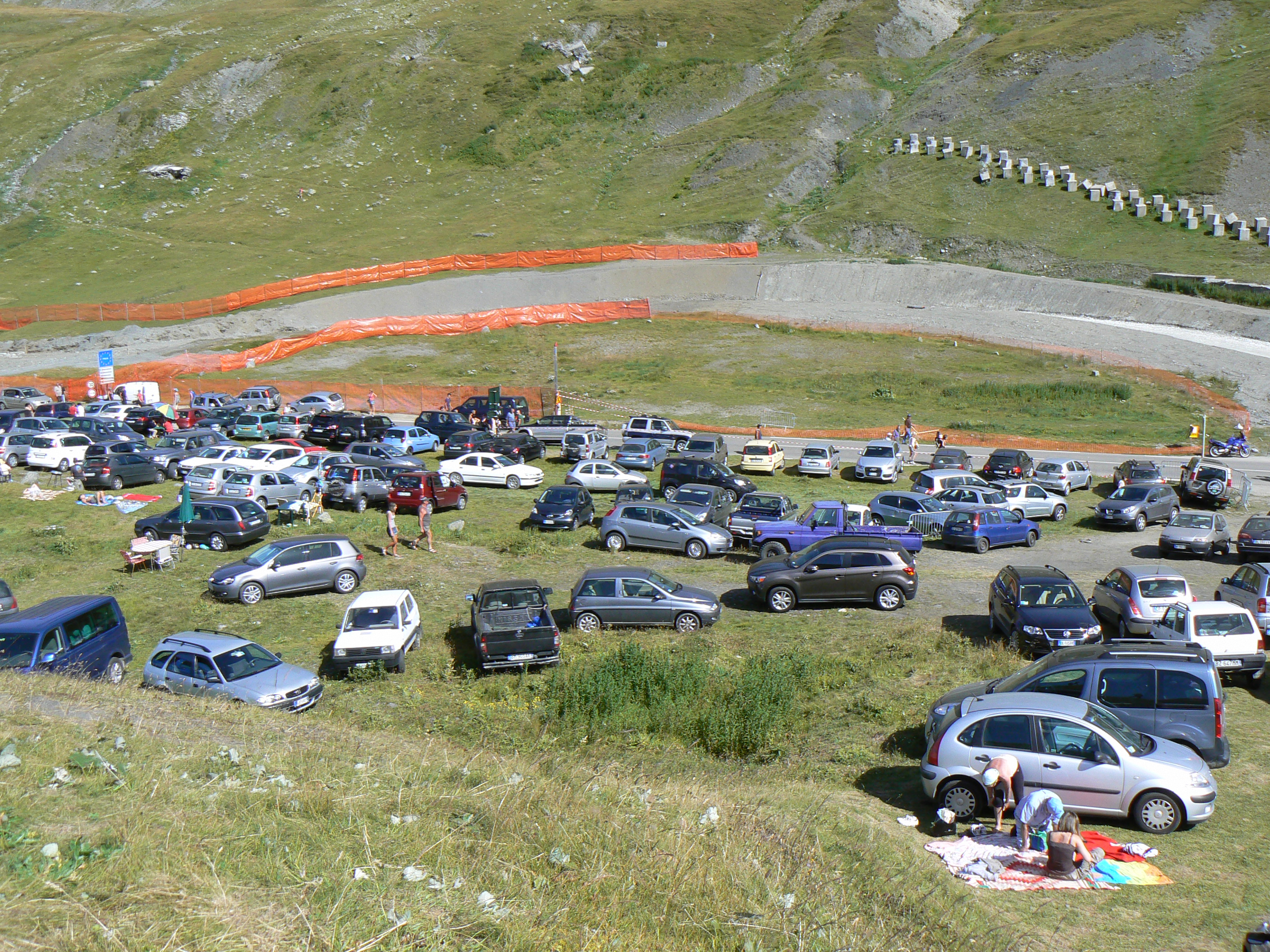
Nutzung des prähistorischen Steinkreises als Parkplatz

Zur Sommersonnenwende beobachten die Besucher vom Steinkreis aus den Lauf der Sonne.